# 阿德里安·烏格
阿德里安·烏格（Adrian Ungur，1985年1月25日—）是一位羅馬尼亞職業網球運動員。他曾参加2012年夏季奥林匹克运动会，结果在第一轮被卢森堡选手吉勒斯·米勒淘汰出局。

## 外部連結
- 阿德里安·烏格（英文/西班牙文）的官方資料
- 阿德里安·烏格的國際網球總會 職業／青少年 官方資料（英文）
- 阿德里安·烏格的官方資料（英文）